# 符騰堡王國

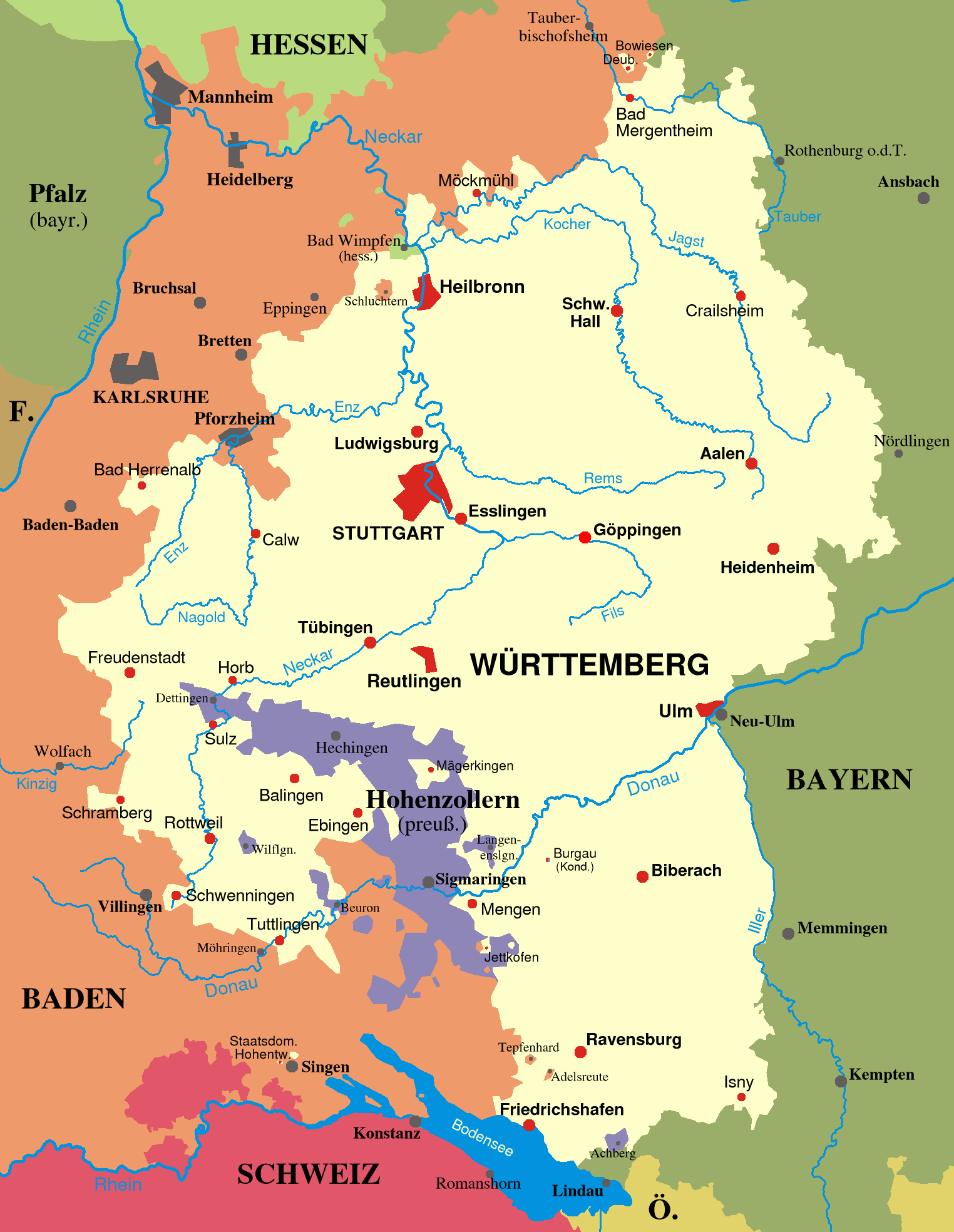
符騰堡王國存在於拿破崙戰爭到第一次世界大戰之間。1815年至1866年它是德意志邦聯的成員，1871年至1918年則是德意志帝國的一個邦。

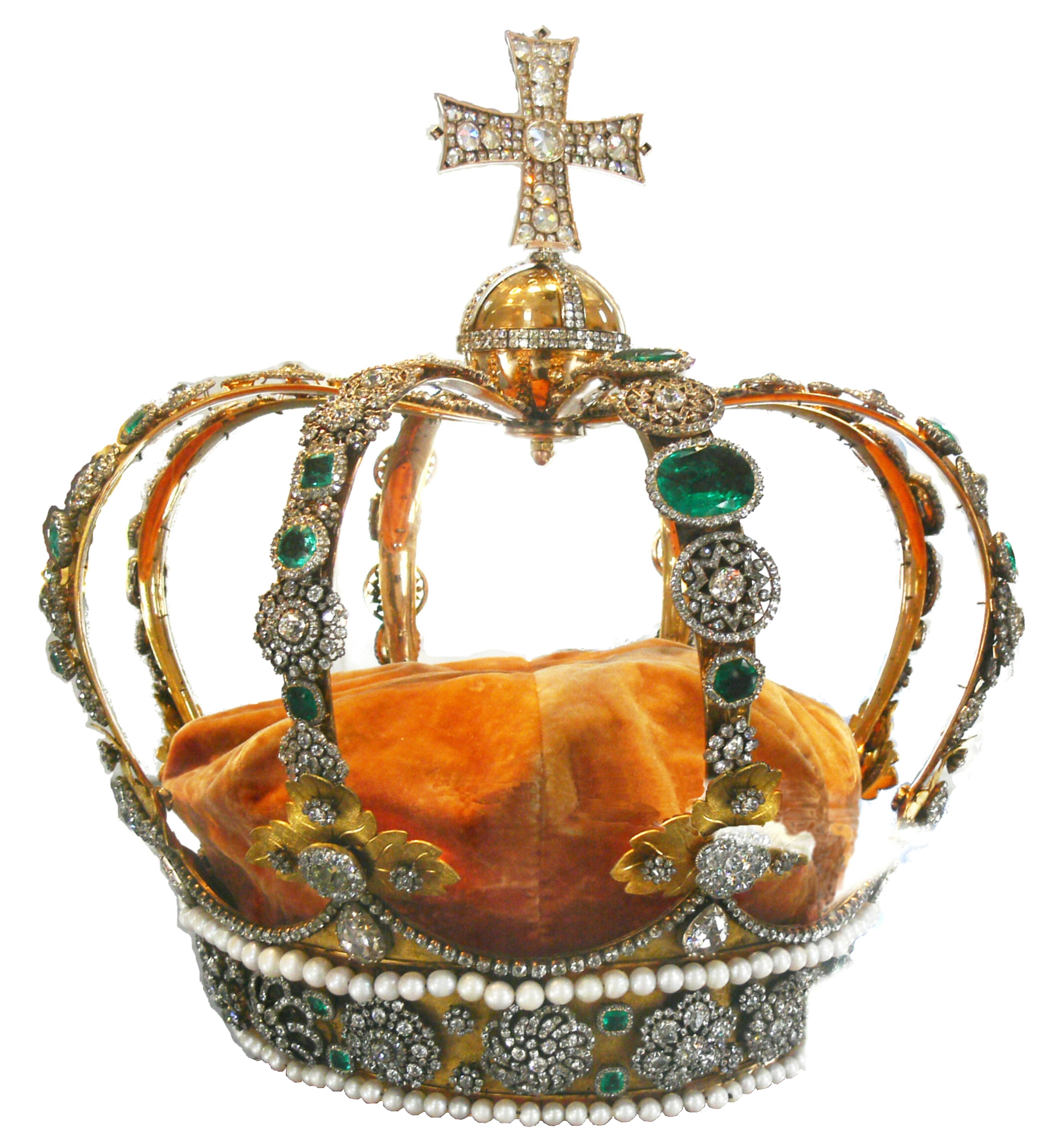
符騰堡王冠

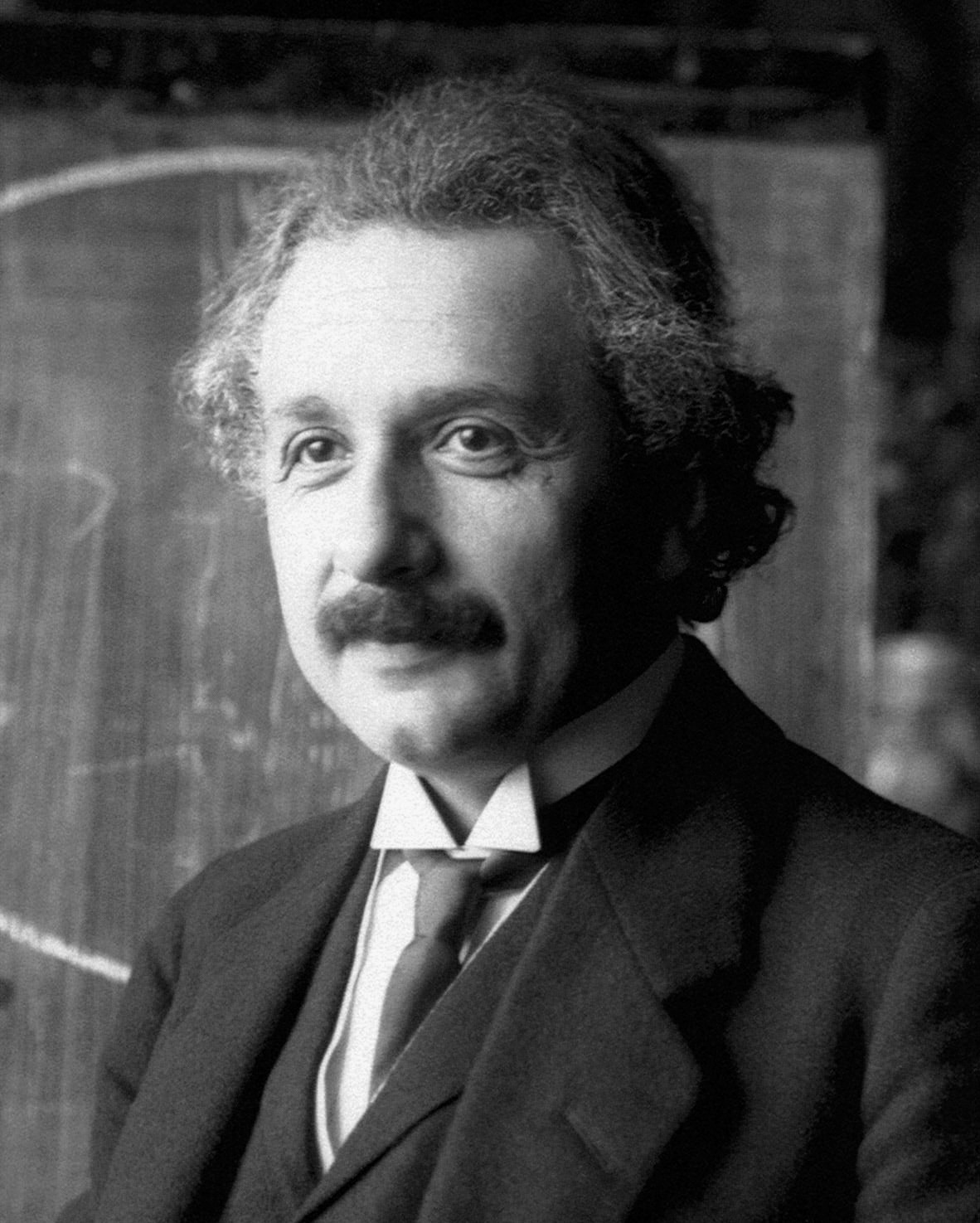
阿爾伯特·愛因斯坦生於1879年3月14日的符騰堡王國境內。

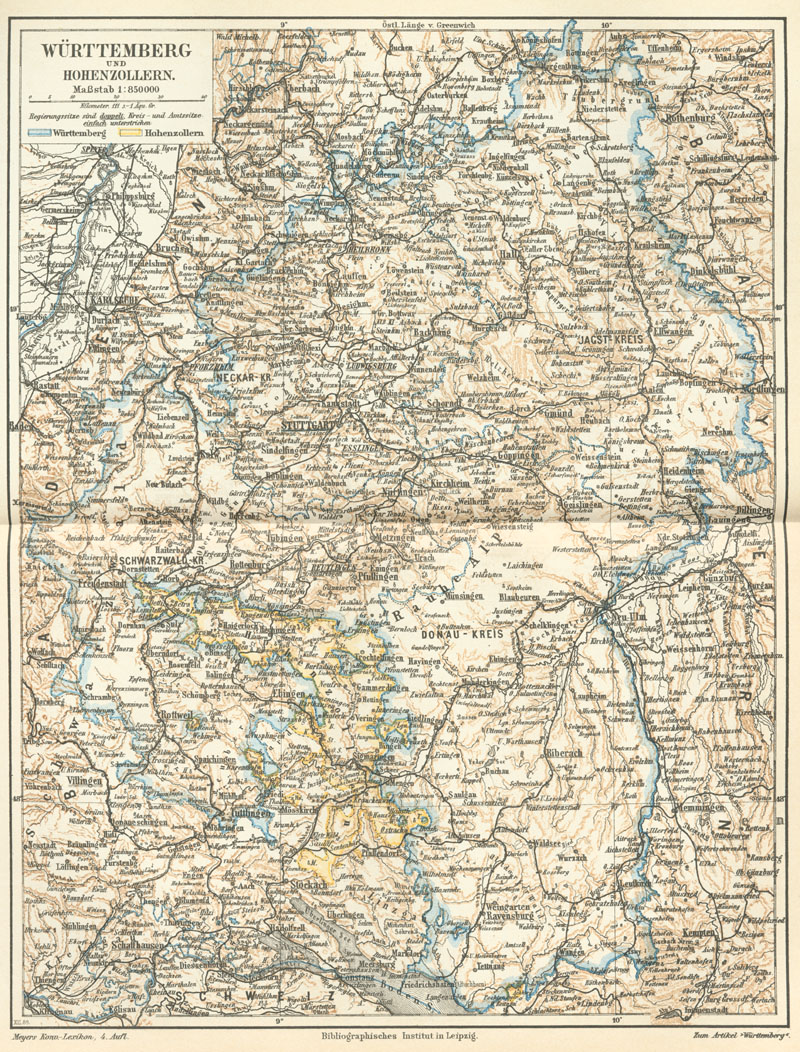
1888年的符騰堡王國和霍亨索倫省的地圖。

符騰堡王國 （德語：Königreich Württemberg）為1806年至1918年間的德國一成員邦國，是今巴登-符登堡邦的一部分，由符騰堡公國（1495年至1806年）升格而來。公元1495年以前，符騰堡是施瓦本公國的一個侯國，其最後一位公爵康拉丁於1268年被處決後，因而滅亡。
符騰堡王國的領土於1813年界定出來，坐落在北緯47°34'至49°35'及東經8°15'至10°30'之間。王國南北相距最遠達225公里，而東西向則達160公里。領土邊界共約1800公里，總面積為19,508平方公里。
符騰堡王國的東方與南方和巴伐利亞王國相鄰，而北方與西方則是巴登大公國。在西南方邊界的一小部分則與普魯士王國的霍亨索倫省及博登湖交界。

## 外部連結
- 符騰堡的猶太人 (Settlement in the Middle Ages – impoverishment and expulsion decree of 1521 – new settlements and equality – WWII and Holocaust) （页面存档备份，存于） (Encyclopaedia Judaica)